# 15171 Xandertielens
15171 Xandertielens eller 2772 P-L är en asteroid i huvudbältet som upptäcktes den 24 september 1960 av den nederländsk-amerikanske astronomen Tom Gehrels och det nederländska astronomparet Ingrid van Houten-Groeneveld och Cornelis Johannes van Houten vid Palomarobservatoriet. Den är uppkallad efter astronomen Alexander Tielens.
Asteroiden har en diameter på ungefär 2 kilometer.